# Ágreda
Ágreda je španělská obec v provincii Soria v autonomním společenství Kastilie a León. Žije v ní přibližně 3 100 obyvatel.
Nachází se 275 km severně od Madridu pod horou Moncayo, údolím řeky Queiles vede od středověku dopravní tepna spojující Kastilii s Aragonií. Pro své muslimské, židovské i křesťanské dědictví je město známé jako Villa de las Tres Culturas (Město tří kultur). Nachází se zde brána z dob arabské nadvlády, synagoga i gotický kostel sv. Michala s románskou věží a bazilika Panny Marie Zázraků ze 16. století. Historické centrum města je památkově chráněno a přitahuje množství turistů.
Proslulým produktem města je lokálním načervenalá odrůda artyčoku.
Narodil se zde olympijský vítěz v atletice Fermín Cacho.

Umístění obce v provincii Soria